# 馬克德特里 (阿肯色州)
馬克德特里（英語：Marked Tree）是一個位於美國阿肯色州波因塞特縣的城市。

## 地理
馬克德特里的座標為35°31′48″N 90°25′03″W / 35.53000°N 90.41750°W，而該地的平均海拔高度為67米（即220英尺）。

## 人口
根據2020年美國人口普查的數據，馬克德特里的面積為15.05平方千米，當中陸地面積為14.95平方千米，而水域面積為0.10平方千米。當地共有人口2286人，而人口密度為每平方千米151人。